# Alfred E. Neuman
Alfred E. Neuman és el nom de la mascota de la revista MAD, dels Estats Units, que ha esdevingut una icona popular. Representa la cara d'un vailet entremaliat somrient. Influït pel grafisme de The Yellow Kid, el noi ha anat actualitzant els seus trets per modernitzar-se amb el pas del temps i també ha aparegut disfressat en diverses ocasions, des de la seva primera aparició el 1954. S'ha editat un joc de taula amb la seva cara, definit com un anti-Monopoly on l'objectiu és perdre tots els diners. Igualment ha servit de caricatura política de George W. Bush i ha aparegut en sèries de televisió, còmics i diàlegs entre famosos.

## Primeres aparicions
Des del seu debut a Mad, la cara de Neuman, que es distingeix per les seves enormes orelles, la manca d'una dent davantera i un ull més baix que l'altre, ha aparegut a la portada de la majoria de les més de 500 edicions de la revista. En molt comptades ocasions el seu rostre es veu de perfil, i gairebé sempre es mostra frontal, directament per darrera, o en silueta.
Harvey Kurtzman va veure per primera vegada la imatge en una postal clavada al tauler d'anuncis de l'oficina de l'editor Bernard Shir-Cliff, de l'editorial Ballantine Books. "Era una cara que no tenia una sola preocupació en el món, excepte realitzar entremaliadures", recorda Kurtzman. Shir-Cliff va ser més tard col·laborador de diverses revistes creades per Kurtzman. 
El novembre de 1954, Neuman va fer el seu debut a la portada de The Mad Reader, una col·lecció de butxaca de les reimpressions dels dos primers anys de Mad. La primera aparició del personatge a la portada de Mad va ser en l'edició número 21 (març de 1955), com una petita imatge com a part d'un anunci fals. Una màscara d'hule que tenia la seva semblança amb la paraula "idiota" escrita sota s'oferia per 1,29$.
La tercera aparició de Neuman va ser a la tapa il·lustrada de l'edició de Mad n. 24 (juliol de 1955), amb la seva frase característica, ja familiar, "Me, Worry?" escrita sota. Inicialment, la frase va ser traduïda com "Què? Jo preocupat?" Aquesta versió de la frase es faria servir per cinc números més, fins a l'edició de desembre de 1956.
El personatge va ser breument conegut com a Mel Haney. A Mad # 25, la cara i el nom es van mostrar junts en pàgines separades, tant com Alfred E. Neuman i Haney Mel. La coberta plena de personatges de la revista Mad #27 marca la primera aparició en color de Neuman.
A la fi de 1956, la identitat de Neuman es va fixar, quan va aparèixer a la portada de Mad # 30 com un supòsit candidat a la Presidència. Els seus trets facials, que primer havien estat realitzats en blanc i negre per Will Elder, van ser afinats i recreats en color per Norman Mingo. Aquesta va ser la imatge que va esdevenir la definició tipus de personatge. Al novembre de 2008, la portada original de Mingo va ser venuda en una subhasta per 203.150 dòlars.

## Icona de portada
Començant amb l'edició #30, i continuant fins al dia d'avui, Neuman ha aparegut a la portada de cada número de Mad i els seus derivats, d'una manera o altra, amb un petit grapat d'excepcions. Dues d'aquestes desviacions a la regla van ser Mad #233 (setembre de 1982), que va substituir la imatge de Neuman per la de Pac-Man i Mad #195 (desembre de 1977) que en el seu lloc incloïa el missatge "Pssst! mantinguin això fora de les mans dels seus pares!" (Make 'Em Buy Their Own Copy!, traduïble comfes-los comprar la seva pròpia còpia!).
Mingo va pintar set portades de Neuman fins a 1957 i després es va convertir en l'artista oficial al llarg de les dècades de 1960 i 1970, tot i que Frank Kelly Freas també va dibuixar a Neuman per Mad entre 1958 i 1962. Una versió femenina d'Alfred, anomenada Moxie Cowznofski i en ocasions descrita com la "núvia" d'Alfred, va aparèixer breument en la dècada de 1950. Alfred i Moxie van ser representats de vegades banda a banda, eliminant així qualsevol especulació que possiblement Moxie fora Alfred amb aparença femenina. El seu nom va ser inspirat per Moxie, un refresc fabricat a Portland (Maine), que es va vendre a tot el país en la dècada de 1950 i el logo apareix en moltes de les primeres edicions de Mad.
A la fi de 1959, Mad va llançar un senzill en vinil de 45 rpm titulat "Què? ¿Jo preocupat?", A través d'ABC Paramount, el qual va ser acreditat a Neuman, i va comptar amb un actor de veu desconegut cantant la cançó com Neuman. La cara B del senzill,"Potrzebie", és un tema instrumental.
Mad rutinàriament combina a Neuman amb altres personatges o amb objectes inanimats per a les imatges de la seva portada. Neuman ha estat retratat com a paròdia dels següents personatges, objectes o animals: Santa Claus, Justin Bieber, Darth Vader, George Washington, King Kong, el nadó de l'Any Nou, Lawrence d'Aràbia, Batman, Robin, Spiderman, Maharishi Mahesh Yogi, La llavor del diable, George Patton, el violinista a la teulada, Alexander DeLarge de La taronja mecànica, Bonnie i Clyde, l'actor Michael J. Pollard, Barbra Streisand, Mr. T, Indiana Jones, Radar O'Reilly, Bruce Springsteen, el senyor Spock, Bart Simpson, Pee-wee Herman, Michael Jackson, una de les panses de Califòrnia, una cara al Mont Rushmore, un jeroglífic egipci, part d'uns focs artificials, un ninot jack-in-the-box, un tap d'ampolla gravat, un espantaocells, el Genet sense cap, Don King, Robin Hood, Abraham Lincoln,  Slash de la banda Guns N' Roses, Kim Pine, l'Home de la Lluna, una estatueta de l'Oscar, un joc de taula del joc Operació, Jabba el Hutt, Wolverine, Gollum, Bob Esponja, Finn l'Humà, el Smith de  The Matrix , Kurt Cobain, Shrek, Doctor Octopus, Dennis Rodman, Jack-Jack de  Els Increïbles , un zombi, un home de les cavernes, un fetus, una boa constrictora, una rata, un penell, un Ferengi, una columna grega, el comodí d'una baralla de cartes, l'ull de bou en un objectiu, els tres micos savis, part d'un tòtem, un cigar, George W. Bush, Justin Timberlake, Harry Potter, Lord Voldemort, Barry Bonds, Suri Cruise, Wilson, la pilota de voleibol, la Mona Lisa, "Che" Guevara, Lil Wayne, Barack Obama, una figura de LEGO, Rorschach de Watchmen, Adolf Hitler, Jimmy Carter i el Oncle Sam (dient "Qui et necessita?"), entre d'altres cares conegudes.
Des de la seva primera candidatura sense èxit en 1956, ha estat periòdicament tornat a oferir com a candidat a president amb el lema: "You could do worse ... and always have!" (traduibles com podríeu anar pitjor, i sempre ho heu fet!).

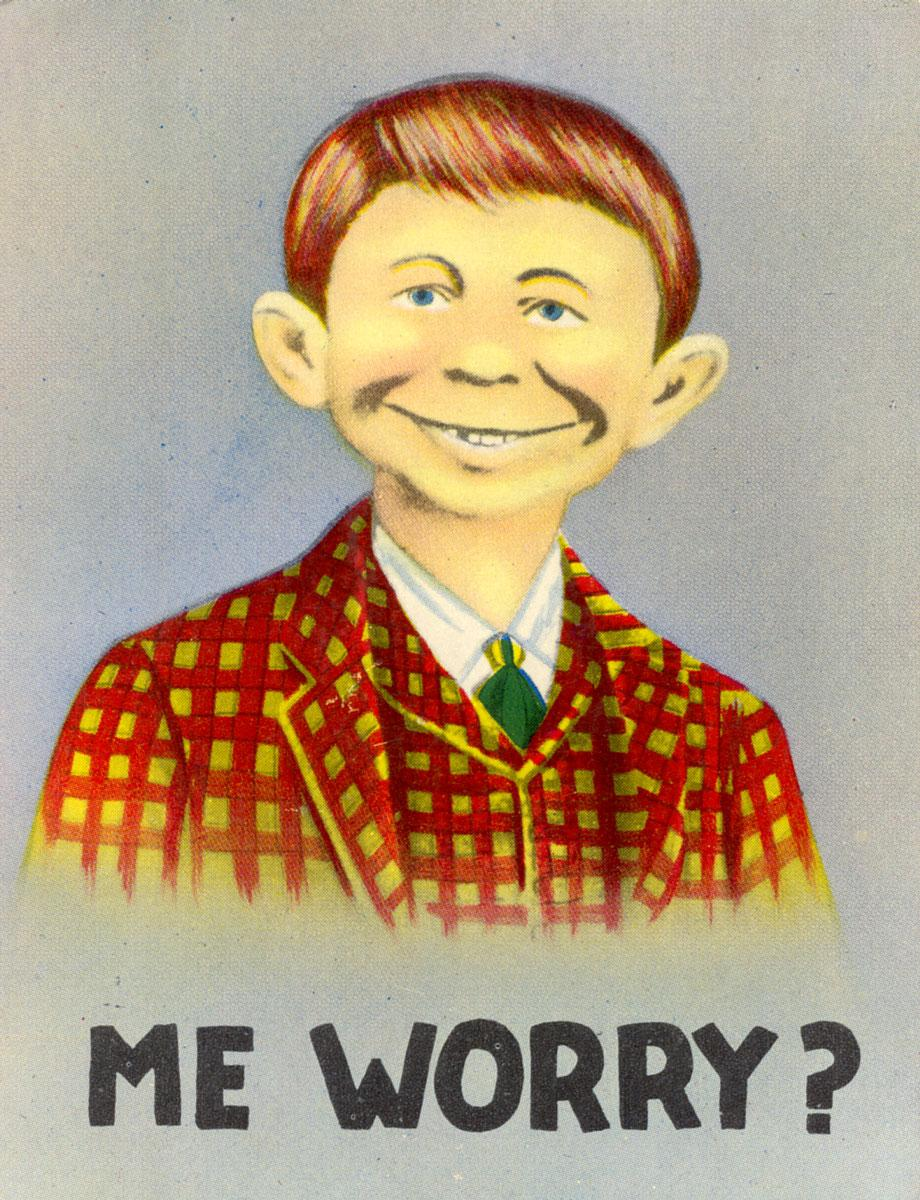
Neuman va utilitzar la frase "Em Worry?" ("¿Jo preocupat?") des de principis de 1950.

Tot i la ubiqüitat de Neuman com un nen somrient, l'edició més venuda de Mad representa només els seus peus. La imatge de la portada és la de l'edició número 161, parodiant la pel·lícula de 1972 L'aventura del Posidó, la qual mostra a Neuman surant cap per avall a l'interior d'un salvavides. L'art original d'aquesta portada va ser comprat en una subhasta el 1992 per $ 2.200 dòlars per Annie Gaines, vídua del fundador i editor de Mad William Gaines, i posteriorment donat en préstec permanent a l'escriptor de Mad Dick DeBartolo.
Fins a la data, només una dotzena de portades no han representat a Alfred E. Neuman des de la seva aparició en l'edició número 30, la més notòria sent la coberta polèmica del núm. 166, que mostra una mà humana fent el gest amb el dit del mig aixecat. Alguns quioscos que normalment venien la revista van optar per no exhibir o vendre aquesta edició.
Juntament amb la seva cara, Mad també inclou usualment una breu cita humorística acreditada a Neuman. Algunes d'aquestes cites van ser recollides en el llibre de 1997 "Mad: The Half-Wit and Wisdom of Alfred I. Neuman", que va ser il·lustrat per Sergio Aragonés.
Neuman ara s'utilitza exclusivament com a mascota i símbol icònic de la revista, però abans d'això va aparèixer com a escriptor en alguns articles inicials. En un, Neuman va respondre a una carta d'un lector suïcida donant-li "consell expert" sobre la millor tècnica per lligar-se un nus de botxí. Altres articles retraten un diari de la "Escola de Neuman High" i un butlletí de la "Universitat Alfred I. Neuman". Un article titulat "L'arbre familiar d'Alfred E. Neuman" representa les versions històriques de Neuman de diverses èpoques. Des de llavors, Neuman ha aparegut només ocasionalment a l'interior dels articles de la revista. Un article titulat "Pobre d'Alfred Almanac" va mostrar la seva cara sobre de la pàgina, però per la resta el personatge no va participar en el text. En un article de 1968 la cara d'Alfred va ser muntada, tret per tret, a partir de peces de fotografies de coneguts polítics, entre ells el llavors president Lyndon B. Johnson (orella esquerra), Richard Nixon (nas), el Governador d'Oregon Mark Hatfield (ulls) i Ronald Reagan (els cabells). La bretxa entre les dents (que era del contrari el somriure de Dwight D. Eisenhower) va venir de "la bretxa de credibilitat creada per pràcticament tots els polítics", segons assegurava la revista.
El famós lema de Neuman "Què, jo preocupat?" va ser canviat a "Sí, em preocupa! "després de l'accident de Three Mile Island en 1979. A la portada d'edicions actuals de butxaca de Els Idus de Mad, les portades van estar a càrrec de l'artista Norman Mingo durant molt de temps, Alfred és retratat com un bust romà amb la seva frase gravada a la base i traduïda al llatí, Quid, Em Anxius Sum?.
El cognom d'Alfred E. Neuman és sovint mal escrit com "Newman". 
La característica més prominent d'Alfred E. Neuman és la seva desdentada somriure, que ha aparegut en gairebé totes les portades de Mad, amb algunes excepcions notables. A la portada de l'edició número 236 (gener de 1983), Neuman va ser reemplaçat per ET. La portada mostrava a ET amb el seu famós "dit sanador" tocant la boca d'Alfred E. Neuman i fent que la dent que falta aparegués. La portada de l'edició número 411 (novembre de 2001), la primera després dels atacs de l'11 de setembre als Estats Units, va mostrar un primer pla de la cara de Neuman, però el seu buit interdental va ser omplert amb una bandera dels Estats Units.
Neuman també va aparèixer com ell mateix en una caricatura política, després que la revista Newsweek hagués estat criticada per l'ús de gràfics d'ordinador per retocar les dents de Bobby McCaughey. La caricatura es va fer en forma d'una comparació en pantalla dividida, en què Alfred E. Neuman apareixia a la portada de Mad amb el seu habitual somriure de dents separats i després també es mostrava a la portada de Newsweek, però amb un somriure perfecte.
Tot i la primacia del somriure incompleta de Neuman, els seus altres trets facials en ocasions han atret l'atenció. L'artista Andy Warhol va dir a veure a Neuman li va ensenyar a estimar les persones amb orelles grans. 